# Municipio de Vernon (condado de Grant)
El municipio de Vernon (en inglés: Vernon Township) es un municipio ubicado en el condado de Grant en el estado estadounidense de Dakota del Sur. En el año 2010 tenía una población de 218 habitantes y una densidad poblacional de 1,53 personas por km².

## Geografía
El municipio de Vernon se encuentra ubicado en las coordenadas 45°6′0″N 96°32′56″O / 45.10000, -96.54889. Según la Oficina del Censo de los Estados Unidos, el municipio tiene una superficie total de 142.13 km², de la cual 141,64 km² corresponden a tierra firme y (0,34 %) 0,48 km² es agua.

## Demografía
Según el censo de 2010, había 218 personas residiendo en el municipio de Vernon. La densidad de población era de 1,53 hab./km². De los 218 habitantes, el municipio de Vernon estaba compuesto por el 100 % blancos. Del total de la población el 1,83 % eran hispanos o latinos de cualquier raza.